# أوسكار كاسترو (لاعب كرة قدم)
أوسكار كاسترو (بالإسبانية: Óscar Padula Castro)‏ هو لاعب كرة قدم أوروغواياني في مركز الدفاع، ولد في 28 نوفمبر 1993 في تاكواريمبو ‏ في الأوروغواي. لعب مع Tacuarembó F.C. ‏.

## وصلات خارجية
- أوسكار كاسترو (لاعب كرة قدم) على موقع Soccerway.com (الإنجليزية)